# Whitman G. Ferrin
Whitman G. Ferrin (* 9. Juli 1818 in Croydon, New Hampshire; † 1. Juni 1896 in Montpelier, Vermont) war ein US-amerikanischer Anwalt und Politiker, der von 1870 bis 1876 State Auditor von Vermont war.

## Leben
Whitman George Ferrin wurde als Sohn von John und Hannah Ferrin in Croydon, New Hampshire geboren. Er wuchs in Morrisville und Montpelier, Vermont, auf, studierte Rechtswissenschaften unter Luke Poland und erhielt seine Zulassung zum Anwalt. Ferrin praktizierte in Wolcott und später in Johnson, Hyde Park und Montpelier.
Von 1848 bis 1849 war Ferrin District Attorney des Lamoille County. Er hatte auch verschiedene öffentliche Ämter inne. Unter anderem war er als Friedensrichter tätig.
Als Mitglied der Republikanischen Partei war Ferrin mehrfach Mitglied des Repräsentantenhauses von Vermont. Im Jahr 1870 wurde er zum State Auditor gewählt. Dieses Amt hatte er bis 1876 inne.
Ferrin war einer der ursprünglichen Gründer der Montpelier Savings Bank and Trust Company und war ihr Schatzmeister. Auch war er Präsident der Union Mutual Fire Insurance Company.
Whitman G. Ferrin starb am 1. Juni 1896 in Montpelier.
Ferrins Onkel war der Gouverneur George Whitman Hendee.